# ديجوجين (سردابة)
دیجوجین (بالفارسية: دیجوجین) هي قرية تقع في إيران في قسم سردابة الريفي. يقدر عدد سكانها بـ 1,144 نسمة .